# Исаков, Владимир Вячеславович
Владимир Вячеславович Исаков (28 февраля 1970, Пушкино, Московская область, СССР) — советский и российский спортсмен, член сборной России по пулевой стрельбе в пистолетных упражнениях, бронзовый призёр летних Олимпийских игр 2004 и 2008 годов, Заслуженный мастер спорта России.

## Биография
В сборной команде России с 1991 года.
Выступает за «Динамо», Московская обл.

## Спортивные достижения
- бронзовый призёр Олимпийских игр 2004 года
- бронзовый призёр Олимпийских игр 2008 года
- чемпион мира 2002 (пневматический пистолет, 10 м, командное первенство)[1]
- серебряный призёр Чемпионата мира 2006 (малокалиберный пистолет, 50 м, в команде с Михаилом Неструевым и Владимиром Гончаровым)[2]
- бронзовый призёр Чемпионата мира 2006 года[1]
- победитель Кубка мира 2007 (пневматический пистолет, 10 м)[3]
- победитель четвёртого этапа Кубка мира 2008 в Милане (пневматический пистолет, 10 м)[4]
- серебряный призёр четвёртого этапа Кубка мира 2008 в Милане (пистолет, 50 м)[5]
- бронзовый призёр второго этапа Кубка мира 2009 года в Пекине (малокалиберный пистолет, 50 м)[6]
- чемпион Европы 1999 (командное первенство), 1997, 2003, 2004 (пневматический пистолет, 10 м, командное первенство)[1]
- бронзовый призёр Чемпионата Европы 2007, 2009 (пневматический пистолет, 10 м)[7]
- чемпион России 1996, 1999, 2004, 2007 (пневматический пистолет, 10 м)[8], 2008 (произвольный пистолет, 50 м)[9]
- рекордсмен мира в составе сборной России (совместно с Михаилом Неструевым и Леонидом Екимовым) в стрельбе из пневматического пистолета на 10 м — 1759 очков (16 марта 2007, Довиль, Франция)

## Бронза Олимпиады-2008
На Олимпиаде 2008 года Исаков выступал в стрельбе из пистолета на 50 метров. Перед последним выстрелом финала Исаков занимал лишь 6-е место из 8 участников. Последним выстрелом Владимир выбил 10.4 очка и переместился на 4-е место, которое он поделил с украинцем Олегом Омельчуком. Была назначена «перестрелка» за малозначащее 4-е место, которую россиянин выиграл (9.1 против 6.5) и занял 4-е место. Однако вскоре стало известно, что занявший второе место северокореец дисквалифицирован за использование пропранолола, и таким образом Владимир поднялся на одну позицию и получил бронзовую медаль.

## Награды
- медаль ордена «За заслуги перед Отечеством» II степени